# Johan van Heemskerk
Johan van Heemskerk (født 1597 i Amsterdam, død 1656 samme sted) var en hollandsk forfatter.
Efter at have rejst udenlands i nogle år nedsatte han sig som advokat i Haag. Han fik senere job som advokat i Det Nederlandske Ostindiske Kompagni, og blev i den egenskab sendt til England for at løse en strid, som var udbrudt mellem de to lande. Derefter blev han medlem af Højesteret i Amsterdam.
Han har skrevet en række værker af meget blandet indhold, hvoraf det bekendteste er: Inlijdinghe tot het ontwerp van eene Batavische Arcadia (1637, 10. Udg. 1871).